# Ignaz Bernstein

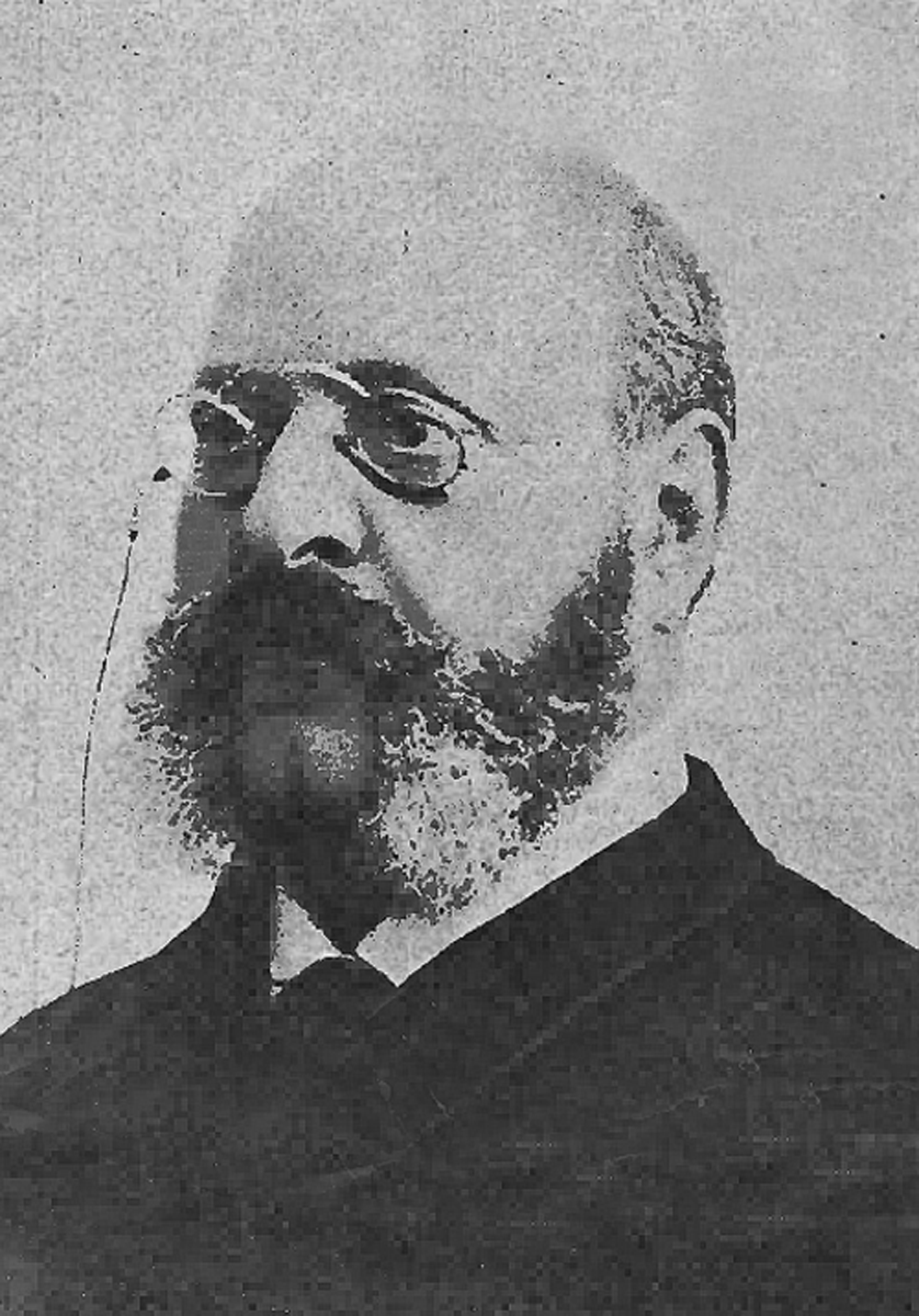
Ignaz Bernstein

Ignaz Bernstein (geb. 30. Januar 1836 in Winnitza, Podolien, heute Ukraine; gest. 23. Januar 1909 in Brüssel) war ein russisch-jüdischer Volkskundler und Sprachforscher. Die Bernsteinsche Bibliothek gehört noch heute zu den wichtigsten parömiologischen Büchersammlungen.

## Leben
Ignaz Bernstein wurde in eine Bankiersfamilie hineingeboren, studierte bei Moses Landau in Prag, heiratete im Jahr 1856 die Tochter des Meir Edlen von Mises aus Lemberg und ließ sich unmittelbar danach in Warschau nieder, wo er als einer der wohlhabendsten Philanthropen bekannt wurde (u. a. Mitbegründer der Warschauer Synagogenbibliothek). Im Jahr 1881 eröffnete Chaim Zelig Słonimski zusammen mit Bernstein, dem Übersetzer und polnische Rabbiner Izaak Cylkow (1841–1908) und dem polnisch-jüdischen Bibliothekar Moses Moszkowski oder Mojżesz Moszkowski (1826–1904) diese Bibliothek in unmittelbarer Nähe der Großen Synagoge in Warschau.
Sein Reichtum gab ihm die Möglichkeit, sein ganzes Leben der jüdischen Volkskunde zu widmen: Über 35 Jahre hinweg sammelte er unter dem Volk – vor allem in Warschau – und in Büchern – die er weltweit in allen Sprachen in großem Stil ankaufte – Zeitungen, Zeitschriften etc. jüdische Sprichwörter, Redewendungen und Volksweisheiten aus Russland, Polen und Galizien und brachte dann als Ergebnis seine epochemachende Sammlung jüdischer Sprichwörter und Redensarten mit jiddischem Text und deutscher Übersetzung heraus sowie einen Nachtrag. dazu: Erotica un rustica
Seine 7000 Bücher und Manuskripte umfassende Bibliothek vermachte er der Krakauer Akademie der Wissenschaften und seine folkloristischen Sammlungen der jüdischen Gemeinde in Warschau.

## Werke (Auswahl)
- Catalogue des livres parémiologiques composant la bibliothèque de Ignace Bernstein / Ignaz Bernstein. Mit einem Vorwort von Wolfgang Mieder. Nachdruck der Ausgabe Warschau 1900. - Hildesheim (u. a.): Olms. ISBN 3-487-11437-2
- Jüdische Sprichwörter und Redensarten, gesammelt und erklärt von Ignaz Bernstein, Warschau 1908[4]
- Erotica un rustica, Warschau 1908/1909[5]